# Koppartrans (klädmärke)
Koppartrans är ett svenskt varumärke för kläder som startade 1997.
Klädmärket Koppartrans har tagit namn från det svenska bensinbolaget Koppartrans och nyttjar samma logotyp, Koptra. På 90-talet tog kläddesignern Per-Eric Melinder över varumärket och den första kollektionen, inspirererad av arbetskläder från 1950-talets bensinstationer, kom 1998 och bar bensinrelaterade namn som Premium, Titan och Oktan.